# Kumiela
Kumiela (także: Dzikuska) – rzeka II rzędu, prawy dopływ Elbląga (dorzecze Wisły), przepływająca przez Wysoczyznę Elbląską i miasto Elbląg w województwie warmińsko-mazurskim.

## Hydrologia
Kumiela to rzeka o zlewni 54,1 km². Ma długość 18 kilometrów i średni przepływ w przekroju ujściowym 0,28 m³/s. Wypływa z jeziora Starego na wysokości 172,6 m n.p.m. Zasilana jest też wodami jeziora Martwego (kanałem). W środku biegu zlokalizowano zbiornik zaporowy Goplanica. Przepływa przez tereny leśne Wysoczyzny Elbląskiej.  W jej biegu występuje stosunkowo duża różnica wysokości, co wpływa na to, że po znacznych opadach przypomina rzekę górską. W dolnym biegu płynie przez Elbląg (m.in. Bażantarnia oraz parki Dolinka i Traugutta). Na terenie miasta ujęta jest w betonowe koryto z kaskadami, a jej brzegi umocniono wałami przeciwpowodziowymi. W obrębie Elbląga planowana jest budowa zbiornika retencyjnego.
Największym dopływem Kumieli jest Srebrny Potok (lewobrzeżny, 10,3 km).
18 września 2017, w wyniku dwudniowych opadów, rzeka wystąpiła z brzegów i zalała Stare Miasto w Elblągu.

## Przyroda
Na terenie Elbląga, w dolinie rzeki, zaobserwowano osobniki grzyba Ophiocordyceps stylophora, które (co jest zjawiskiem wyjątkowym) wyrastały z larw chrząszczy z rodziny czarnuchowatych.
W Kumieli i Srebrnym Potoku stwierdzono występowanie larw sześciu gatunków chruścików należących do czterech rodzin. Na miejskim odcinku Kumieli w Elblągu licznie zaobserwowano osobniki Hydropsyche angustipennis. Oprócz niego stwierdzono też obecność Rhyacophila fasciata, Halesus digitatus i Chaetopteryx villosa.

## Ulica
Do nazwy rzeki nawiązuje ulica Kumieli na elbląskim Starym Mieście. Powstała ona w średniowieczu i do 1945 składała się z dwóch odcinków o osobnych nazwach niemieckojęzycznych, nawiązujących do przepływającego w ich sąsiedztwie Kanału Kumieli: Mała Kumiela (niem. Kleine Hommelstrasse) oraz Duża Kumiela (niem. Grosse Hommelstrasse). Po zakończeniu II wojny światowej Grosse Hommelstrasse uzyskała nazwę Rzeczna, a Kleine Hommelstrasse - Radzymińska (miasto wybrano z uwagi na bitwę pancerną wojsk 2. Frontu Białoruskiego w 1944). W 1990 oba odcinki powtórnie połączono i objęto historyczną nazwą Kumieli.